# Talib Salim al-Maiwali
Talib Salim al-Maiwali (* 16. März 1951) ist ein ehemaliger omanischer Regattasegler.
Talib Salim al-Maiwali nahm als erster omanischer Segler in der Geschichte an Olympischen Spielen teil. Bei den Olympischen Spielen 1984 in Los Angeles wurde er 37. im Windsurfwettkampf mit dem Windglider.